# 임재원 (국악인)
임재원(1958년 ~ )은 대한민국의 대금 연주가이다. 제 19대 국립국악원 원장이다. 서울대학교 국악과 교수 및 음악대학 학장을 역임했다.

## 학력
- 서울대학교 국악과
- 한양대학교 대학원 석사
- 한국외국어대학교 대학원 박사

## 경력
- 제19대 국립국악원 원장
- 국립국악관현악단 예술감독
- 대전시립연정국악단 지휘자
- 서울대학교 국악과 교수
- 목원대학교 한국음악과 교수
- KBS 국악관현악단 대금 연주자
- 국립국악원 대금 연주자